# El Carmen, Topia
El Carmen är en ort i Mexiko.   Den ligger i kommunen Topia och delstaten Durango, i den centrala delen av landet, 1 000 km nordväst om huvudstaden Mexico City. El Carmen ligger 1 444 meter över havet och antalet invånare är 141.
Terrängen runt El Carmen är bergig.  Trakten runt El Carmen är nära nog obefolkad, med mindre än två invånare per kvadratkilometer. Närmaste större samhälle är Topía, 14,7 km sydväst om El Carmen. I omgivningarna runt El Carmen växer huvudsakligen savannskog.